# Crocidura gracilipes
Crocidura gracilipes е вид бозайник от семейство Земеровкови (Soricidae).